# Onychoglenea brunnea
Onychoglenea brunnea är en skalbaggsart som beskrevs av Aurivillius 1922. Onychoglenea brunnea ingår i släktet Onychoglenea och familjen långhorningar.
Artens utbredningsområde är Filippinerna. Inga underarter finns listade i Catalogue of Life.